# Sapo-aru
Pipa pipa (L.), popularmente chamado de pipa, aru, sapo-aru, sapo-do-surinã, cururu-pé-de-pato e sapo-pipa, é uma espécie de rã nativa da América do Sul, estando presente na Bolívia, Brasil, Colômbia, Equador, Guiana Francesa, Guiana, Peru, Suriname, Trinidad e Tobago e Venezuela.
A reprodução ocorre quando a fêmea solta os ovos, o macho os fertiliza e os traz de volta às costas da mãe e, então, as costas da mãe incham e onde estão os ovos ficam uns "buracos".
Quando os filhotes nascem, eles saem pelos buracos e nadam imediatamente.
A espécie tem o corpo achatado, cabeça pontuda, mãos com quatro dedos com papilas sensoriais e pés com cinco dedos ligados por membranas interdigitais. Vive na água. Se alimenta de animais aquáticos. Tem a particularidade de os ovos serem incubados no dorso das fêmeas.
Apesar de muitos dos nomes populares de Pipa pipa conterem a palavra sapo, esse anfíbio na verdade é uma espécie de rã.

## Etimologia
"Aru" vem do termo tupi a'ru. "Sapo-do-surinã" é uma referência ao fato de a espécie habitar o Suriname. "Cururu" vem do termo tupi kuru'ru. "Pé-de-pato" é uma referência às patas traseiras da espécie, que têm os dedos unidos por membranas, como as dos patos.